# Potez 24 A2
Le Potez 24 A2 est un sesquiplan monomoteur d'observation français conçu en 1924.

## Historique
Le Potez 24 A2 est construit par la société des Aéroplanes Henry Potez.
L'avion reprend le mode de construction du Potez  XV et le modèle d'aile simplifié du Potez XV S. Un réservoir d'essence est monté sur le plan supérieur de l'aile. Le train d'atterrissage comprend deux roues et une béquille arrière. La principale innovation porte sur le bâti-moteur. Le moteur et les équipements nécessaires à son fonctionnement sont regroupés sur un berceau en bois et duralumin. L'ensemble est fixé au fuselage par quatre boulons. Ce système permet le démontage rapide d'un propulseur défectueux et facilite l'installation de tout nouveau type de moteur. Ces avantages sont partagés avec le Potez 25 dont on peut considérer qu'il est un prototype.
Les essais en vol sont menés par le STAé à Villacoublay. Ils montrent que le Potez 24 possède des qualités moindres que le Potez 25. Tout développement ultérieur est donc suspendu.  

## Utilisateurs
- France
  - Potez, prototype.